# Henry de Beaumont, 1. Baron Beaumont

Wappen von Henry de Beaumont

Henry de Beaumont, 1. Baron Beaumont (* um 1280; † 10. März 1340) war ein englisch-französischer Adliger, der in England als Militär und Diplomat Karriere machte. Als Abenteurer spielte er eine erhebliche Rolle zu Beginn des Zweiten Schottischen Unabhängigkeitskrieges.

## Herkunft und Kontakte nach England
Henry de Beaumont entstammte der alten französischen Adelsfamilie Brienne. Er war ein jüngerer Sohn von Louis de Brienne und von dessen Frau Agnes, der Tochter und Erbin von Richard II. von Beaumont. Durch die Heirat hatte sein Vater, der nur ein jüngerer Sohn war, den französischen Titel Vicomte de Beaumont erworben. Henry war über seinen Urgroßvater Alfons IX. von Léon entfernt mit Eleonore von Kastilien, der ersten Frau des englischen Königs Eduard I. verwandt. Henrys Schwester Isabel heiratete 1279 oder 1280 den englischen Baron John de Vescy, einen Vertrauten von Eduard I., und wohl durch diese Kontakte wurde Henry 1297 Ritter des Haushalts von Eduard I.

## Aufstieg als Militär und Diplomat unter EduardII.
Beaumont nahm regelmäßig an den Feldzügen von Eduard I. nach Schottland teil und gewann rasch das Vertrauen des Königs und von dessen gleichnamigen Sohn Eduard. Als dieser 1307 den Thron bestieg, wurde Beaumont rasch einer der engsten Vertrauten des Königs. Der König ernannte ihn 1308 zu einem der Verwalter der von England besetzten Gebiete in Schottland, und 1309 wurde Beaumont in das Parlament berufen, womit er als Baron Beaumont gilt. Durch die Gunst des Königs durfte er um 1310 Alicia Comyn heiraten. Sie war eine Tochter von Sir Alexander Comyn und von Joan Latimer und hatte als Nichte von John Comyn, 7. Earl of Buchan den Anspruch auf den schottischen Titel Earl of Buchan und auf umfangreiche Besitzungen in Schottland geerbt. Diese Besitzungen wurden jedoch durch den zunehmend erfolgreicheren schottischen Widerstand gegen die englische Oberherrschaft bedroht. Als einer der sogenannten Enterbten, wie die Engländer mit Ansprüche auf schottischen Besitz sich nannten, wurde Beaumont ein entschiedener Gegner einer Verständigung mit Schottland. In England erhielt er vom König dazu umfangreichen Landbesitz in Lincolnshire sowie die Verwaltung der Isle of Man, deren Besitz allerdings auch von Schottland beansprucht wurde. Als königlicher Günstling, der dazu noch aus dem Ausland stammte, machte sich Beaumont rasch zahlreiche englische Barone zu Gegnern. Die Lords Ordainer, die ein Reformprogramm für die Regierung des Königs erarbeiteten, forderten 1311, dass sowohl Beaumont wie auch seine Schwester Isabel, die ebenfalls die Gunst des Königs genoss, den Hof verlassen sollten. Dazu verlangten sie, dass Beaumont seine vom König verliehenen Güter zurückgeben müsse und dass die Verwaltung der Isle of Man an einen Engländer vergeben werden sollte. Der König ignorierte jedoch diese Forderungen und Beaumont genoss weiterhin dessen Gunst. Anfang 1312, als sich die Krise um den ohne Erlaubnis aus dem Exil zurückgekehrten königlichen Favoriten Piers Gaveston zuspitzte, gehörte Beaumont in York und Newcastle zum Gefolge des Königs. Nach der Hinrichtung Gavestons durch eine Gruppe oppositioneller Barone sollte Beaumont im August 1312 zusammen mit dem Earl of Pembroke und Thomas Cobham nach Frankreich reisen, um den französischen König um Unterstützung bei den Verhandlungen mit den oppositionellen Baronen zu bitten. Während der Schlacht von Bannockburn 1314 führte er am ersten Tag der Schlacht zusammen mit Robert de Clifford die Vorhut der englischen Armee, die vergeblich versuchte, das belagerte Stirling Castle zu entsetzen. Am zweiten Tag der Schlacht führte er den König vom Schlachtfeld, als sich die englische Niederlage abzeichnete.

## Höfling während des Konfliktes zwischen EduardII. und dem Earl of Lancaster
Der mächtige Earl of Lancaster, der führende innenpolitische Gegner des Königs, forderte weiterhin, dass Beaumont den Königshof verlassen müsse. Als Lancaster von 1315 bis 1316 die Regierung dominierte, musste Beaumont auf verschiedene durch die Gunst des Königs erhaltenen Besitzungen und auf seinen Anspruch auf die Isle of Man verzichten. Nachdem Lancaster sich wieder aus der Regierung zurückgezogen hatten, gehörte Beaumont der Hofpartei an, wobei er aber nicht so großen Einfluss wie Hugh de Audley, Roger Damory, William Montagu und vor allem Hugh le Despenser dem Älteren und dessen gleichnamigen Sohn hatte. Er hatte aber erheblichen Anteil daran, dass der König seinem Bruder Louis das Amt des Bischofs von Durham verschaffte. Zusammen mit seinem Bruder reiste Beaumont 1317 zu dessen Weihe nach Durham, dabei wurden die beiden Brüder von Gilbert Middleton entführt. Erst nach Zahlung eines Lösegelds wurden sie Mitte Oktober 1317 wieder freigelassen. Der Angriff geschah möglicherweise auf Veranlassung von Lancaster, dem eine Beteiligung an der Tat allerdings nie nachgewiesen werden konnte. Im März 1322 gehörte Beaumont der königlichen Armee an, die den rebellierenden Lancaster in der Schlacht bei Boroughbridge schlug. Lancaster wurde kurz nach der Schlacht gefangen genommen, als Verräter verurteilt und hingerichtet.

## Bruch mit EduardII. und Unterstützer von Roger Mortimer
Im Oktober 1322 gehörte Beaumont dem kleinen Gefolge an, mit dem der König bei seinem missglückten Feldzug gegen Schottland bei Byland Abbey nur knapp einer Gefangennahme durch die Schotten entging. Als einer der Enterbten war er ein erbitterter Gegner des Waffenstillstands, den der König im Mai 1323 mit Schottland schloss. Er verließ den englischen Hof und zog sich auf seine Güter zurück. Angeblich gehörte er nach dem Chronisten John Capgrave dem Kreuzfahrerheer an, das in Italien gegen die Gegner von Papst Johannes XXII. kämpfte. Vor 1325 söhnte er sich mit dem König aus. In diesem Jahr sollte Eduard, Prince of Wales, der Sohn und Erbe von Eduard II., anstelle seines Vaters nach Frankreich reisen, um dem französischen König für die dortigen englischen Besitzungen zu huldigen. Eduard II. beauftragte im September 1325 Beaumont, in Frankreich auf den minderjährigen Thronfolger aufzupassen, und am 25. September traf Beaumont zusammen mit dem Thronfolger und den Bischöfen von Exeter und Winchester in Paris ein. In Frankreich kam Beaumont offenbar in Kontakt mit Königin Isabelle und Roger Mortimer, die den Sturz von Eduard II. planten. Als die Königin und Mortimer im September 1326 mit einem kleinen Söldnerheer in England landeten, stellte Beaumont zusammen mit anderen nordenglischen Baronen wie Thomas Wake und Henry Percy ein stattliches Aufgebot zu ihrer Unterstützung auf. Im Oktober gehörte Beaumont zu den Baronen, die in Bristol anstelle des geflüchteten Königs den Thronfolger Eduard zum Reichsverweser proklamierten. Die neuen Machthaber belohnten Beaumonts Unterstützung mit der Vergabe von großen Besitzungen in Leicestershire, darunter Whitwick und Loughborough, die zuvor zum Besitz des älteren Despenser gehört hatten.

## Unterstützung der Rebellionen gegen das Regime von Mortimer
Im Sommer 1327 nahm Beaumont an der erfolglosen Weardale Campaign gegen ein schottisches Heer in Nordengland teil. Nach dem 1328 geschlossenen Vertrag von Northampton, der den Krieg mit Schottland beendete, sollten Beaumont und wenige andere der sogenannten Enterbten ihre Besitzungen zurückerhalten, was in der Praxis jedoch nicht erfolgte. Enttäuscht von Mortimer, unterstützte Beaumont Ende 1328 die Rebellion von Henry of Lancaster gegen Mortimer, die jedoch rasch scheiterte. Als ehemaliger Vertrauter von Mortimer zog sich Beaumont dessen Hass zu, so dass er zusammen mit William Trussell und Thomas Roscelyn zu den wenigen Anhängern Lancasters gehörte, die nach dem Scheitern der Rebellion nicht begnadigt wurden. Beaumonts Besitzungen in England wurden beschlagnahmt, er selbst flüchtete nach Frankreich, von wo er die Verschwörung von Edmund of Woodstock gegen Mortimer unterstützte. Diese war aber schlecht geplant. Sie wurde 1330 aufgedeckt und endete mit Woodstocks Hinrichtung.

## Rolle im Zweiten Schottischen Unabhängigkeitskrieg und Tod
Nach dem Staatsstreich von Eduard III., der im Oktober 1330 Mortimer entmachtete und hinrichten ließ, konnte Beaumont nach England zurückkehren und erhielt seine Besitzungen zurück. Nach dem Tod seiner Schwester Isabel erbte er 1334 deren Güter in Leicestershire. Beaumont wurde nun der Führer der Enterbten. Wenig später geleitete Beaumont den schottischen Thronanwärter Edward Balliol aus seinem Exil in Frankreich nach England. Er verpfändete einen Teil seiner Güter und stellte ein Kontingent für die Armee der Enterbten, mit der er 1332 in Schottland einfiel. Als erfahrener Militär war er der eigentliche militärische Führer der Enterbten. Bei der Landung ihrer Schiffe führte er vermutlich zur Vorhut, die am 6. August 1332 bei der Landung bei Kinghorn ein schottisches Aufgebot in die Flucht schlug. Kurz darauf gehörte Beaumont zu den Führern der Armee der Enterbten, die in der Schlacht von Dupplin Moor ein schottisches Heer besiegten. Balliol wurde zum schottischen König gekrönt, doch im Dezember 1332 vertrieben schottische Kräfte die Enterbten. Im Dezember 1332 nahm Beaumont wahrscheinlich an dem englischen Parlament in York teil. Im Sommer 1333 gehörte Beaumont dem von Eduard III. geführten englischen Heer an, das die Schotten in der Schlacht von Halidon Hill erneut schlug und damit die schottische Krone für Balliol sicherte. Der dankbare Balliol erhob nach der Schlacht Beaumont wahrscheinlich zum Earl of Moray und ernannte ihn zum Constable of Scotland. Der schottische Widerstand gegen die englische Herrschaft war aber noch nicht gebrochen. Zwar nahm Beaumont im Februar 1334 an einem von Balliol einberufenen Parlament in Edinburgh teil, doch wegen eines Streits über die Verteilung beschlagnahmter Güter zog er sich Ende August 1334 nach Dundarg Castle in Aberdeenshire zurück, mit dessen Ausbau er begonnen hatte. Dort wurde er von Andrew Moray und Alexander Mowbray, zwei Führern des schottischen Aufstands gegen die englische Vorherrschaft eingeschlossen. Ohne Hoffnung auf Entsatz musste er am 23. Dezember die Burg übergeben und geriet in schottische Gefangenschaft. Mit finanzieller Unterstützung von Eduard III. konnte er rasch das geforderte Lösegeld aufbringen und kehrte nach England zurück. Er kehrte nach England zurück und nahm ab Juli 1335 wieder an dem großen Sommerfeldzug des Königs gegen Schottland teil. Die Engländer konnten die Schotten aber nicht zur Schlacht stellen und mussten sich wieder zurückziehen. Damit wurde klar, dass die Engländer Schottland nicht auf Dauer halten konnten. Beaumont verlor damit endgültig seine schottischen Besitzungen und seine schottischen Titel wurden gegenstandslos. Zu Beginn des Hundertjährigen Kriegs nahm er ab Juli 1338 an dem Feldzug von Eduard III. in die Niederlande teil, wo er starb. Nach dem Chronisten Capgrave wurde er im Zisterzienserkloster Vaudey Abbey in Lincolnshire beigesetzt.

## Familie und Nachkommen
Henry de Beaumont hatte mit seiner Frau Alicia Comyn mehrere Kinder, darunter:
- Catherine de Beaumont († 1368) ⚭ David Strathbogie
- Elizabeth Beaumont († 1400) ⚭ Nicholas Audley, 4. Baron Audley of Heleigh
- Joan Beaumont ⚭ Fulke FitzWarine, 3. Baron FitzWarine
- Beatrice Beaumont ⚭ Charles, Graf von Dammartin
- John de Beaumont, 2. Baron Beaumont (um 1317–1342) ⚭ Eleanor Plantagenet
- Isabel de Beaumont (um 1320–1361) ⚭ Henry of Grosmont, 1. Duke of Lancaster

Sein Sohn John erbte den Titel Baron Beaumont und den Großteil seiner Besitzungen.